# Данливи, Джеймс Патрик
Джеймс Патрик Данливи (Донливи) (англ. James Patrick Donleavy; 23 апреля 1926, Нью-Йорк — 11 сентября 2017, Маллингар) — писатель, ирландец американского происхождения, родился в Нью-Йорке в семье ирландских эмигрантов. Служил на флоте во время Второй мировой войны, после чего переехал в Ирландию, где обучался в Тринити Колледж (Дублин) и принял ирландское гражданство.
Данливи является одним из представителей американской школы «чёрного юмора», постмодернистской ветки американской прозы. Наибольшую (и скандальную) известность ему принёс роман «Человек с огоньком» («The Ginger Man»). Этот роман был начат Данливи уже в его бытность студентом, однако все попытки опубликовать его и в Ирландии, и в Америке обернулись неудачей. Американские издатели единодушно отвергли роман, «сочтя его грязной книгой, нечитабельной и непристойной». «Человек с огоньком» был издан только в 1955 году в Париже. Российскому читателю также известен роман «Волшебная сказка Нью-Йорка» («A Fairy Tale of New York»).

## Избранные произведения
- Человек с огоньком (The Ginger Man, 1955)
- Уникальный человек (A Singular Man, 1963)
- Встреться с Создателем, сумасшедшая молекула (Meet My Maker the Mad Molecule, 1964) — сборник рассказов
- Самый сумрачный сезон Сэмюэля С. (The Saddest Summer of Samuel S., 1966)
- Едоки лука (The Onion Eaters, 1971)
- Волшебная сказка Нью-Йорка (A Fairy Tale of New York, 1973)
- Деяния Дарси Дансера, джентльмена (The Destinies of Darcy Dancer, Gentleman, 1977)
- Шульц (Schultz, 1979)
- Лейла: Продолжение деяний Дарси Дансера, джентльмена (Leila: Further in the Destinies of Darcy Dancer, Gentleman, 1990)
- Не слушаете ли вы рабби Лоева? (Are You Listening Rabbi Loew, 1987)
- Этот Дарси, этот Дансер, этот джентльмен (That Darcy, That Dancer, That Gentleman, 1990)
- Дама, любившая чистые уборные (The Lady Who Liked Clean Rest Rooms, 1997)
- В Принстоне распространяют ложную информацию (Wrong Information is Being Given Out at Princeton, 1998)